# Karen Leigh King
Karen Leigh King (ur. 1954) – amerykańska naukowiec i pisarka.

## Życiorys
Specjalizuje się w dziedzinie wczesnego chrześcijaństwa i gnostycyzmu. W latach 1998–2008 była profesorem na uniwersytecie Harvard Divinity School w Cambridge. Od 1984 do 1997 roku była profesorem religioznawstwa w Occidental College w Los Angeles. 
We wrześniu 2012 roku na Międzynarodowym Kongresie Studiów Koptyjskich omówiła fragment koptyjskiego papirusu z IV w n.e. określony mianem Ewangelii żony Jezusa. Jednak prof. Francis Watson (badacz Nowego Testamentu na brytyjskim uniwersytecie Durham) oraz prof. Alberto Camplani (koptolog z rzymskiego uniwersytetu La Sapienza) uznają wspomniany dokument za fałszerstwo.

## Publikacje
- Allogenes
- Gnostis studies: Revelation of the Unknowable God
- The Gospel of Mary of Magdala
- What is Gnosticism